# Howard Hickman

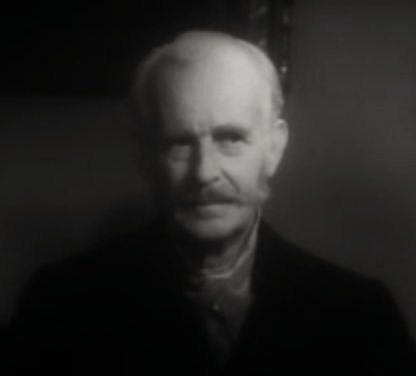
Howard C. Hickman (1941)

Howard Hickman (Columbia (Missouri), 9 februari 1880 - San Anselmo (Californië), 31 december 1949) was een Amerikaans acteur en regisseur.

## Biografie
Hickman begon zijn acteercarrière in 1912. Tussen 1916 en 1921 regisseerde hij ook 19 films. Hierna legde hij zich weer toe op acteren. Hij speelde onder meer in Twentieth Century met John Barrymore en Carole Lombard (1934), The Bohemian Girl (1936)  met het duo Stan Laurel en Oliver Hardy en Gone with the Wind (1939) waarin hij John Wilkes speelde. 
Hickman bleef acteren tot 1944. Vijf jaar later overleed hij op 69-jarige leeftijd.

## Beknopte filmografie
- Twentieth Century, 1934
- The Bohemian Girl, 1936
- Swing Time, 1936
- Libeled Lady, 1936
- Maytime, 1937
- Gone with the Wind, 1939
- They Drive by Night, 1940
- Mrs. Parkington, 1944

- Bibliothèque nationale de France: cb16755809r (data)
- Gemeinsame Normdatei: 1062166280
- International Standard Name Identifier: 0000 0000 2531 9668
- Library of Congress Control Number: n85151831
- SNAC: w6xx8t48
- Virtual International Authority File: 58051881
- WorldCat: E39PBJqFRgFXpFRrCd99F39Rrq